# Whittingham
Whittingham és una concentració de població designada pel cens dels Estats Units a l'estat de Nova Jersey. Segons el cens del 2000 tenia 2.483 habitants.

## Demografia
Segons el cens del 2000, Whittingham tenia 2.483 habitants, 1.339 habitatges, i 1.033 famílies. La densitat de població era de 949,2 habitants per km².
Dels 1.339 habitatges en un 0,7% hi vivien nens de menys de 18 anys, en un 75,7% hi vivien parelles casades, en un 1,2% dones solteres, i en un 22,8% no eren unitats familiars. En el 20,5% dels habitatges hi vivien persones soles el 16,9% de les quals corresponia a persones de 65 anys o més que vivien soles. El nombre mitjà de persones vivint en cada habitatge era d'1,85 i el nombre mitjà de persones que vivien en cada família era de 2,07.
Per edats la població es repartia de la següent manera: un 0,8% tenia menys de 18 anys, un 0,3% entre 18 i 24, un 1,9% entre 25 i 44, un 25,7% de 45 a 60 i un 71,3% 65 anys o més.
L'edat mediana era de 69 anys. Per cada 100 dones de 18 o més anys hi havia 84 homes.
La renda mediana per habitatge era de 57.273 $ i la renda mediana per família de 66.346 $. Els homes tenien una renda mediana de 70.556 $ mentre que les dones 35.833 $. La renda per capita de la població era de 40.447 $. Aproximadament l'1,3% de les famílies i el 2,3% de la població estaven per davall del llindar de pobresa.

## Poblacions més properes
El següent diagrama mostra les poblacions més properes.